# Phyllanthus rheedei
Phyllanthus rheedei är en emblikaväxtart som beskrevs av Robert Wight. Phyllanthus rheedei ingår i släktet Phyllanthus och familjen emblikaväxter. Inga underarter finns listade i Catalogue of Life.